# Sérgio Soares
Sérgio Soares da Silva (San Paolo, 11 gennaio 1967) è un allenatore di calcio ed ex calciatore brasiliano, di ruolo centrocampista, allenatore del Juventus-SP.

## Carriera
Nella stagione 1996-1997 ha giocato 24 partite in campionato col Palmeiras, per poi trasferirsi in Giappone al Purple Sanga giocando 9 partite.
Da allenatore ha sempre guidato squadre brasiliane, tranne un'esperienza al Cerezo Osaka, in Giappone, nel 2012.

## Palmarès

### Giocatore
- Coppa dei Campioni araba per club: 2

Al-Hilal: 1994 1995
- Campionato paulista: 1

Palmeiras: 1996
- Coppa del Brasile: 1

Santo André: 2004
- Copa Paulista: 1

Santo André: 2003

### Allenatore
- Campeonato Paulista Série A2: 3

Grêmio Barueri: 2006
Santo André: 2008
Portuguesa: 2022
- Campionato Cearense: 1

Ceará: 2014
- Campionato Baiano: 1

Bahia: 2015